# Zelinkovice
Zelinkovice (německy Zelinkowitz) je část okresního města Frýdek-Místek. Nachází se na jihozápadě Frýdku-Místku. V roce 2009 zde bylo evidováno 96 adres. K 1. lednu 2017 zde trvale žilo 314 obyvatel.
Zelinkovice leží v katastrálním území Lysůvky o výměře 2,05 km².

## Samostatnost obce
Zelinkovice se roku 1873 oddělily od Lysůvek jako samostatná obec s vlastním katastrálním územím. Opětovné spojení obou obcí provedl ONV v Místku k 1. lednu 1954. Později došlo k opětovnému spojení obou katastrálních území.

## Historie
Obec vznikla z návrhu Ondřeje Zelinky, hejtmana na Hukvaldech, kolem dokončené „císařské“ silnice vedoucí z Olomouce do Krakova v roce 1789. Prvním fojtem byl Jura Žáček. Celková rozloha katastru obce činila 129,8 ha vyčleněného z katastru Chlebovice a vrchnostenského lesa Rovňa. Bylo vyměřeno 36 dílů pozemku po 4 měřičce (0,8 ha), které byly přičleněny zájemcům za 20 zlatých na splátky z okolních vesnic, ale i ze Slezska. Usedlí byli povinni vykácet les a ze získaného jedlového dřeva si postavit chalupu. O tom, že nebylo jednoduché, svědčí to, že osídlování trvalo téměř 20 let a někteří zběhli. Původní dřevěnice měly v jedné části dvě místnosti, v druhé byl chlév pro dobytek s přístřeškem na seno.
V roce 1812 uvádí popis hukvaldského panství pro Zelinkovice 37 domů, 229 obyvatel a 48 krav. V pozdější době byly údajně spojovány s obcemi Lysůvky a Lotrinkovice. Občané byli české národnosti a římskokatolického vyznání. Přifařeni byli přes kostel v Lysůvkách pod staříčskou faru. Své mrtvé ale pochovávali v Místku. Do roku 1902 byly Zelinkovice přiškoleny do Chlebovic. Toho roku byla na pozemku v Lotrinkovicích postavena občany obou obcí jednotřídní škola, která byla expoziturou školy v Chlebovicích. Od roku 1905 pak vznikla samostatná jednotřídní škola v Lotrinkovicích (nyní mateřská škola J. Myslivečka).
Vedle zemědělství, které vzhledem k malé výměře půdy nemohlo všechny uživit, pracovali občané v místeckém dvoře. Na robotu nechodili, ale platili ročně 4 zlaté z každého čísla domu. Přínosem pro obživu byl počátkem 19. století rozvoj domácího tkalcovství. Na vypůjčených stavech, které „faktorům“ spláceli, tkali z nakoupené příze a faktorům prodávali dokončené dílo. Této práci se věnovali celé rodiny včetně dětí od svítání do noci. Svítili si štípami (loučemi), voskové svíčky byly příliš drahé. Po roce 1850 se objevily petrolejové lampy, které byly nazývány věčným světlem, od něhož je škoda umírat. Elektrifikace (jedna žárovka do domku) proběhla v letech 1928-1929. Po úpadku domácího tkalcovství (poslední tkalci skončili s prací v roce 1910), pracovali v železárnách v Ostravě, Karlověhuti v Lískovci a hlavně v textilním průmyslu ve Frýdku-Místku.
Velmi nepříznivě byla obec zasažena první světovou válkou 1914-1918. V té době měla 280 obyvatel, z nichž během války narukovalo 51 mužů. Ve válce jich padlo 11. Do čs. legií jich vstoupilo 7. V roce 1921 bylo obci registrováno 315 obyvatel. V roce 1921 zde založili Tělovýchovnou jednotu Sokol pro obce Zelinkovice, Lysůvky a Chlebovice. V roce 1941 vznikl sbor dobrovolných hasičů. Obec byla osvobozena od německých fašistů 4. května 1945 bez padlých. Jedno 17leté děvče bylo zabito odraženou kulkou po nechtěném výstřelu.
V roce 1905 se v místní hospodě (nyní Motorest u Fojtíků) narodil Aloisu Slavickému syn Jaroslav. Zde se zastavoval Leoš Janáček a působil na hudebně nadaného Jaroslava, který se stal profesorem na Hudební fakultě Karlovy univerzity v Praze. Zde se jako zakladatel a předseda sdružení Bezručův kraj zasloužil o propagaci lašského kraje, zvyků, slezské kultury. Jak krásně dovedl opěvovat nejen hubou, ale i verši své Zelinkovice ukazuje básnička:
„Má rodná vesničko,
Kolébko šťastných dětí
úsměv matčin vtkaný do paměti
Tvá nezměrná láska,
nejštědřejší dlani, tvou písní pookřeji
v každém svém zoufalství
Že jsem svůj život prožil v malé dědince
Děkuji jen svojí matince
Za její láskou zbylo jen pár bílých vlásků
Zůstává jen vzpomínání.“